# George Ganchev
George Ganchev (nacido como Gheorghi Petroushev; Plovdiv, Bulgaria, 29 de agosto de 1939-Sofía, 19 de agosto de 2019) fue un  político y escritor búlgaro. Candidato para las  elecciones de 1992, las de 1996 y las de 2001. Líder del Bloque Económico Búlgaro.

## Actividades profesionales
A principios de 1960 emigró a Inglaterra, donde estudió en la Academia Británica de Esgrima. Posteriormente fue a Estados Unidos, donde se graduó en el Instituto Teatral de Hollywood.
Se convirtió en campeón mundial de esgrima profesional en 1970, galardón que mantuvo por cuatro años consecutivos.
Entre 1973 y 1988 fue contratado como dramaturgo para escribir guiones de cine y teatro en Estados Unidos y Gran Bretaña. Junto a ello comenzó a escribir novelas, ensayos y poesía.

## Actividades políticas
A partir de 1989 se convirtió en un activo actor político en Bulgaria, tras la caída del régimen comunista. Formó el Bloque Económico Búlgaro, una colectividad política neoliberal por la cual postuló a la presidencia de Bulgaria en las elecciones de 1992, donde logró el tercer lugar con 853 044, votos correspondiente al 16,78 % de los sufragios.
Elegido Diputado en las elecciones parlamentarias de 1994. Asumió la presidencia de la Comisión de Radio y Televisión de Bulgaria (1995-1996) de la Asamblea Nacional.
Volvió a ser candidato presidencial en las elecciones de 1996, donde logró nuevamente el tercer puesto con 937 686 votos, correspondientes al 21,9 % de los sufragios.
Presidente de la Agencia Búlgara de Telégrafos (1996).
Nuevamente candidato a la presidencia, en las elecciones de 2001, en esta oportunidad logró el quinto lugar en la primera vuelta, con 95 481 votos, correspondientes al 3,4 % de los sufragios.